# (6758) Jesseowens
(6758) Jesseowens est un astéroïde de la ceinture principale.

## Description
(6758) Jesseowens est un astéroïde de la ceinture principale. Il fut découvert le 13 avril 1980 à l'Observatoire Kleť par Antonín Mrkos. Il présente une orbite caractérisée par un demi-grand axe de 2,65 UA, une excentricité de 0,13 et une inclinaison de 11,8° par rapport à l'écliptique.

## Compléments